# BM-500
A BM-500 era uma bomba de propósito geral da Romênia de 500 kg e baixo arrasto. Ela foi projetada para ser utilizada pelo IAR-93, um avião de ataque romeno da Guerra Fria, com até 5 bombas sendo levadas de uma vez (2 em cada asa, e 1 sob um pilão na central da fuselagem).